# Родригес, Педро (автогонщик)
Пе́дро Родри́гес де ла Ве́га (исп. Pedro Rodríguez de la Vega; 18 января 1940, Мехико — 11 июля 1971, Норисринг) — мексиканский автогонщик, победитель 24 часов Ле-Мана 1968 года, также пилот Targa Florio и Формулы-1. Старший брат Рикардо Родригеса, также автогонщика и пилота Формулы-1. В честь братьев Родригес названа трасса, принимавшая Гран-при Мексики и Гран-при Мехико.

## Биография

### До Формулы-1 (1940—1962)
Педро Родригес де ла Вега родился 18 января 1940 в Мехико. В возрасте двенадцати лет Педро умел водить мотоцикл, а в 15 лет начал водить машину (Jaguar XK120). В 1958 году владелец команды North American Racing Team (американское отделение Scuderia Ferrari) Луиджи Кинетти взял Педро Родригеса в свою команду, и гонщик занял второе место в Nassau Tourist Trophy (Багамские острова), а также дебютировал в 24 часах Ле-Мана. В 1960 Педро Родригес дебютировал в Targa Florio, заняв вместе со своим братом Рикардо 7 место. В 1961 братья выиграли 1000 километров Парижа и заняли 2 место в гонке 1000 километров Нюрбургринга. Педро и Рикардо Родригес также вместе выступали в 24 часах Ле-Мана 1961 и 1962. Однако 1 ноября 1962 во внезачётном Гран-при Мексики погиб Рикардо Родригес. Это было страшным ударом для Педро.

### Первые шаги в Формуле-1 (1963—1966)
Педро Родригес продолжил выступления за North American Racing Team и в 1963 выиграл 3 часа Дайтоны за рулём Ferrari 250 GTO. Также в 1963 состоялся дебют Педро в Формуле-1: мексиканец выступил на Гран-при США и Мексики в составе Team Lotus. В 1964 Родригес набрал свои первые очки в Формуле-1 на Гран-при Мексики, выступая за North American Racing Team. В этом же году Педро Родригес вновь выиграл гонку в Дайтоне, изменившую свой формат: теперь это были 2000 километров Дайтоны. Его напарником был Фил Хилл. В 1965 Педро Родригес занял 7 место в Ле-Мане, одержав победу в своём классе, и выиграл 12 часов Реймса вместе с Жаном Гише. Также Педро вновь набрал очки в Формуле-1 за 5 место в Гран-при США. В 1966 Родригес провёл четыре Гран-при за Lotus, но ни в одном из них не добрался до финиша.

### Расцвет автоспортивной карьеры (1967—1968)
В 1967 Педро Родригес получил предложение выступать в Формуле-1 от команды Cooper. Родригес сенсационно выиграл первую гонку сезона 1967 Формулы-1 — Гран-при ЮАР. Помимо этого, он ещё четырежды набрал очки в сезоне и занял в общем зачёте 6 место, набрав 15 очков. Однако Родригес пропустил три Гран-при из-за того, что сломал ногу в гонке Формулы-2 в Пергузе (Италия). 

В 1968 Педро Родригес перешёл в BRM. В составе этой команды Педро добился подиума в четырёх Гран-при, что позволило ему вновь занять 6 место по итогам сезона Формулы-1 (18 очков). При этом Родригес не финишировал в 7 из 12 Гран-при сезона. Кроме того, в 1968 Педро Родригес выиграл 24 часа Ле-Мана за рулём Ford GT40 вместе с Люсьеном Бьянки.

### Неудачный сезон (1969)
В 1969 BRM подписала контракт с чемпионом Формулы-1 1964 года Джоном Сёртисом, и Педро Родригес покинул команду. Он начал сезон в команде Тима Парнелла, выступая за рулём BRM P126 — одной из прошлогодних моделей BRM. В первых трёх Гран-при сезона Родригес не добрался до финиша. Впоследствии Педро стал пилотом Scuderia Ferrari и затем North American Racing Team, но набрал только три очка и занял 14 место в Чемпионате пилотов.

### Возвращение в BRM (1970—1971)
В 1970 Педро Родригес вновь стал пилотом BRM. Команде удалось построить конкурентоспособную машину — BRM P153, и Родригес выиграл Гран-при Бельгии 1970 года, а также занял второе место в Гран-при США. По итогам сезона Педро Родригес занял 7 место, с 23 очками. Кроме того, Родригес одержал победу в гонке спортивных автомобилей 1000 километров Брэндс-Хэтч, выступая за рулём Porsche 917K. Его партнёром был Лео Киннунен. 

Педро Родригес отлично начал сезон 1971 Формулы-1. За рулём новой BRM P160 он занял 4 место в Гран-при Испании, а в Нидерландах пришёл вторым. Также Родригес одержал много побед в гонках спорткаров. Вместе с Джеки Оливером он выиграл 24 часа Дайтоны, 1000 километров Монцы и 1000 километров Спа, вместе с Ричардом Эттвудом — 1000 километров Остеррайхринга. Все победы были одержаны за рулём Porsche.

### Смерть
Педро Родригес был приглашён выступать в Interserie на трассе Норисринг. 11 июля 1971 он попал в серьёзную аварию и от полученных травм скончался на месте. По итогам сезона 1971 Формулы-1 Педро Родригес был посмертно классифицирован десятым, с 9 очками.

## 24 часа Ле-Мана
| Год  | Машина                 | Группа | Результат |
| ---- | ---------------------- | ------ | --------- |
| 1958 | Ferrari 500 TR58       | S 2000 | Сход      |
| 1959 | OSCA Sport 750 TN      | S 750  | Сход      |
| 1960 | Ferrari 250 TR 59      | S 3.0  | Сход      |
| 1961 | Ferrari 250 TRI/61     | S 3.0  | Сход      |
| 1962 | Ferrari Dino 268 SP    | E      | Сход      |
| 1963 | Ferrari 330 TRI/LM     | P      | Сход      |
| 1964 | Ferrari 330 P 1963     | P      | Сход      |
| 1965 | Ferrari 365 P1/P2 Open | P      | 7         |
| 1966 | Ferrari 330 P3 Spyder  | P      | Сход      |
| 1967 | Ferrari 330 P3/412P    | P 5000 | Сход      |
| 1968 | Ford GT40              | S 5000 | 1         |
| 1969 | Ferrari 312 P Coupe    | P      | Сход      |
| 1970 | Porsche 917 K          | S      | Сход      |
| 1971 | Porsche 917 LH         | S      | Сход      |

## Формула-1

### Полная таблица результатов
| Легенда к таблице |                                                                    |
| --- | ------------------------------------------------------------------ |
| В таблице перечислены результаты всех Гран-при Формулы-1, в которых принимал участие гонщик. Строками таблицы являются сезоны, столбцами — этапы чемпионата мира. В каждой клетке указаны сокращённое название этапа и результат, дополнительно обозначенный цветом. Расшифровка обозначений и цветов представлена в нижеследующей таблице. |                                                                    |
| \| Пример \| Описание \| \| ------------ \| ------------------------------------------------------------------ \| \| 1 \| Победитель \| \| 2 \| Второе место \| \| 3 \| Третье место \| \| 5 \| Финишировал, заработав очки \| \| Сход \| Не финишировал, но при этом заработал очки \| \| 12 \| Финишировал, не получив очков \| \| НКЛ \| Финишировал, но не попал в финальную классификацию \| \| 15 \| Участвовал вне зачёта, либо по отдельной классификации \| \| 18 \| Не финишировал, но попал в финальную классификацию \| \| Сход \| Не финишировал \| \| НКВ \| Не прошёл квалификацию \| \| НПКВ \| Не прошёл предквалификацию \| \| ДСК \| Дисквалифицирован \| \| ИСК \| Исключён из протокола соревнований \| \| ТТ \| Заявлен для участия только в тренировках \| \| НС \| Участвовал в квалификации, но не стартовал в гонке \| \| Т \| Травмирован или болен \| \| ОТК \| Отказ от участия \| \| НТР \| Прибыл на соревнования, но на трассу не выезжал \| \| НПР \| Был заявлен в числе участников, но не прибыл к началу соревнований \| \| О \| Соревнования отменены \| \| \| Не участвовал \| \| Поул-позиция \| \| \| Быстрый круг \| \| |                                                                    |
| Пример | Описание                                                           |
| 1 | Победитель                                                         |
| 2 | Второе место                                                       |
| 3 | Третье место                                                       |
| 5 | Финишировал, заработав очки                                        |
| Сход | Не финишировал, но при этом заработал очки                         |
| 12 | Финишировал, не получив очков                                      |
| НКЛ | Финишировал, но не попал в финальную классификацию                 |
| 15 | Участвовал вне зачёта, либо по отдельной классификации             |
| 18 | Не финишировал, но попал в финальную классификацию                 |
| Сход | Не финишировал                                                     |
| НКВ | Не прошёл квалификацию                                             |
| НПКВ | Не прошёл предквалификацию                                         |
| ДСК | Дисквалифицирован                                                  |
| ИСК | Исключён из протокола соревнований                                 |
| ТТ | Заявлен для участия только в тренировках                           |
| НС | Участвовал в квалификации, но не стартовал в гонке                 |
| Т | Травмирован или болен                                              |
| ОТК | Отказ от участия                                                   |
| НТР | Прибыл на соревнования, но на трассу не выезжал                    |
| НПР | Был заявлен в числе участников, но не прибыл к началу соревнований |
| О | Соревнования отменены                                              |
| | Не участвовал                                                      |
| Поул-позиция |                                                                    |
| Быстрый круг |                                                                    |

| Сезон | Команда                    | Шасси            | Двигатель                   | Ш | 1        | 2        | 3        | 4     | 5        | 6        | 7        | 8        | 9        | 10       | 11       | 12    | 13    | Место | Очки |
| ----- | -------------------------- | ---------------- | --------------------------- | - | -------- | -------- | -------- | ----- | -------- | -------- | -------- | -------- | -------- | -------- | -------- | ----- | ----- | ----- | ---- |
| 1963  | Team Lotus                 | Lotus 25         | Coventry Climax FWMV 1,5 V8 | D | МОН      | БЕЛ      | НИД      | ФРА   | ВЕЛ      | ГЕР      | ИТА      | США Сход | МЕК Сход | ЮАР      |          |       |       | —     | 0    |
| 1964  | North American Racing Team | Ferrari 156 Aero | Ferrari 178 1,5 V6          | D | МОН      | НИД      | БЕЛ      | ФРА   | ВЕЛ      | ГЕР      | АВТ      | ИТА      | США      | МЕК 6    |          |       |       | 19    | 1    |
| 1965  | North American Racing Team | Ferrari 1512     | Ferrari 207 1,5 B12         | D | ЮАР      | МОН      | БЕЛ      | ФРА   | ВЕЛ      | НИД      | ГЕР      | ИТА      | США 5    | МЕК 7    |          |       |       | 14    | 2    |
| 1966  | Team Lotus                 | Lotus 33         | Coventry Climax FWMV 2,0 V8 | F | МОН      | БЕЛ      | ФРА Сход | ВЕЛ   | НИД      |          | ИТА      |          | МЕК Сход |          |          |       |       | —     | 0    |
| 1966  | Team Lotus                 | Lotus 33         | BRM P60 2,0 V8              | F |          |          |          |       |          |          |          | США Сход |          |          |          |       |       | —     | 0    |
| 1966  | Ron Harris-Team Lotus      | Lotus 44         | Ford Cosworth SCA 1,0 L4    | D |          |          |          |       |          | ГЕР Сход |          |          |          |          |          |       |       | —     | 0    |
| 1967  | Cooper Car Co              | Cooper T81       | Maserati Tipo 9/F1 3,0 V12  | F | ЮАР 1    | МОН 5    | НИД Сход | БЕЛ 9 | ФРА 6    | ВЕЛ 5    | ГЕР 11   | КАН      | ИТА      | США      |          |       |       | 6     | 15   |
| 1967  | Cooper Car Co              | Cooper T81B      | Maserati Tipo 10/F1 3,0 V12 | F |          |          |          |       |          |          |          |          |          |          | МЕК 6    |       |       | 6     | 15   |
| 1968  | Owen Racing Organisation   | BRM P126         | BRM P142 3,0 V12            | G | ЮАР Сход |          |          |       |          |          |          |          |          |          |          |       |       | 6     | 18   |
| 1968  | Owen Racing Organisation   | BRM P133         | BRM P142 3,0 V12            | G |          | ИСП Сход | МОН Сход | БЕЛ 2 | НИД 3    | ФРА НКЛ  | ВЕЛ Сход | ГЕР 6    | ИТА Сход | КАН 3    | США Сход | МЕК 4 |       | 6     | 18   |
| 1969  | Reg Parnell Racing Ltd     | BRM P126         | BRM P142 3,0 V12            | D | ЮАР Сход | ИСП Сход | МОН Сход | НИД   | ФРА      |          |          |          |          |          |          |       |       | 14    | 3    |
| 1969  | Scuderia Ferrari SpA SEFAC | Ferrari 312/68   | Ferrari 242C 3,0 V12        | F |          |          |          |       |          | ВЕЛ Сход | ГЕР      |          |          |          |          |       |       | 14    | 3    |
| 1969  | Scuderia Ferrari SpA SEFAC | Ferrari 312/69   | Ferrari 255C 3,0 V12        | F |          |          |          |       |          |          |          | ИТА 6    |          |          |          |       |       | 14    | 3    |
| 1969  | North American Racing Team | Ferrari 312/69   | Ferrari 255C 3,0 V12        | F |          |          |          |       |          |          |          |          | КАН Сход | США 5    | МЕК 7    |       |       | 14    | 3    |
| 1970  | Owen Racing Organisation   | BRM P153         | BRM P142 3,0 V12            | D | ЮАР 9    |          |          |       |          |          |          |          |          |          |          |       |       | 7     | 23   |
| 1970  | Yardley Team BRM           | BRM P153         | BRM P142 3,0 V12            | D |          | ИСП Сход | МОН 6    | БЕЛ 1 | НИД 10   | ФРА Сход | ВЕЛ Сход | ГЕР Сход | АВТ 4    | ИТА Сход | КАН 4    | США 2 | МЕК 6 | 7     | 23   |
| 1971  | Yardley Team BRM           | BRM P160         | BRM P142 3,0 V12            | F | ЮАР Сход | ИСП 4    | МОН 9    | НИД 2 | ФРА Сход | ВЕЛ      | ГЕР      | АВТ      | ИТА      | КАН      | США      |       |       | 10    | 9    |

## Targa Florio
| Год  | Машина             | Группа  | Результат |
| ---- | ------------------ | ------- | --------- |
| 1960 | Ferrari Dino 196 S | S 2000  | 7         |
| 1961 | Ferrari 250 TR61   | SC 3000 | НС        |
| 1970 | Porsche 908/03     | P 3.0   | 2         |
| 1971 | Porsche 908/03     | P       | Сход      |